# Santi Aquila e Priscilla (titolo cardinalizio)
Santi Aquila e Priscilla (in latino: Titulus Sanctorum Aquilæ et Priscillæ) è un titolo cardinalizio istituito da papa Giovanni Paolo II il 26 novembre 1994. Il titolo insiste sulla chiesa dei Santi Aquila e Priscilla, sita nel quartiere Portuense e sede parrocchiale dal 1971.
Dal 5 ottobre 2019 il titolare è il cardinale Juan de la Caridad García Rodríguez, arcivescovo metropolita di San Cristóbal de la Habana.

## Titolari
- Jaime Lucas Ortega y Alamino † (26 novembre 1994 - 26 luglio 2019 deceduto)
- Juan de la Caridad García Rodríguez, dal 5 ottobre 2019